# Migoplastis correcta
Espèce
Migoplastis correcta est une espèce de papillons de la sous-famille des Arctiinae.

## Répartition
Migoplastis correcta se rencontre au Sri Lanka.

## Description
La partie postérieure de l'aile du mâle ne présente pas de découpe à l'angle anal. Les veines 6 et 7 sont caractéristiques de la cellule. Les branches des antennes sont longues. La tête et le thorax arborent une teinte brun ocre. On observe une tache noire au sommet de la tête. Deux taches sont situées sur le col, deux sur chaque patagium et une sur chaque segment du thorax. L'abdomen est de couleur jaunâtre, orné d'une série de taches noires dorsales et de deux paires de taches latérales. L'aile antérieure est de couleur brun ocre, traversée par une large bande post-médiale plus claire et peu marquée, ne se distinguant que sur le disque. Les ailes postérieures sont de teinte jaunâtre.

## Classification
Le nom valide complet (avec auteur) de ce taxon est Migoplastis correcta Walker, 1865.
Migoplastis correcta a pour synonyme :
- Migoplastis ceylanica Felder, 1868